# Courtemont-Varennes
Courtemont-Varennes település Franciaországban, Aisne megyében. Lakosainak száma 353 fő (2022. január 1.). Courtemont-Varennes Barzy-sur-Marne, Chartèves, Jaulgonne, Mézy-Moulins, Passy-sur-Marne és Reuilly-Sauvigny községekkel határos.

## Népesség
A település népességének változása:
| Lakosok száma | 231  | 250  | 289  | 297  | 289  | 311  | 333  | 339  | 346  | 353  |
|               | 1968 | 1982 | 1990 | 2006 | 2013 | 2015 | 2017 | 2019 | 2020 | 2022 |